# 하지노사토역
하지노사토역(일본어: 土師ノ里駅)은 일본 오사카부 후지이데라시에 위치한 긴키 닛폰 철도 미나미오사카 선의 철도역이다. 역 번호는 F 14이며, 상대식 승강장 2면 2선의 구조를 갖춘 지상역이다.

## 타는 곳
| 1 | F 미나미오사카 선 | 하행 | 후루이치 · 가시하라진구마에 · 요시노 · 가와치나가노 · 고세 방면 |
| 2 | F 미나미오사카 선 | 상행 | 오사카아베노바시 방면                                           |

## 이용 현황
- 2005년 11월 8일 : 7,771명
- 2008년 11월 18일 : 7,288명
- 2010년 11월 9일 : 6,962명
- 2012년 11월 13일 : 6,862명
- 2015년 11월 10일 : 7,167명

## 역 주변
- 국도 제170호선
- 나카쓰야마 고분
- 이치노야마 고분

## 인접 역
| 긴키 닛폰 철도 미나미오사카 선       | 긴키 닛폰 철도 미나미오사카 선 | 긴키 닛폰 철도 미나미오사카 선   |
| ------------------------------------ | ------------------------------ | -------------------------------- |
| F13 후지이데라 오사카아베노바시 방면 | F 미나미오사카 선              | 도묘지 F15 가시하라진구마에 방면 |